# Скрыпнюк, Роман Иосифович
Роман Иосифович Скрыпнюк (род. 22 мая 1979, Ермак, Павлодарская область) — казахстанский футболист, защитник.

## Карьера
До перехода в пляжный футбол играл за клубы «Аксу», «Спартак», «Экибастузец» и «Окжетпес». После игровой карьеры стал тренером спортклуба Аксуского завода ферросплавов.

## Достижения
Большой футбол
- Победитель Первой лиги Казахстана: 2002, 2003

Пляжный футбол
- Чемпион Казахстана: 2009, 2010, 2011, 2012
- Обладатель Кубка Казахстана: 2011